# Миколай (Зьоров)
Архієпископ Миколай (в миру Михайло Захарович Зьоров; 21 травня 1851, Новомиргород, Херсонська губернія — †20 грудня 1915, Петроград) — єпископ Російської православної церкви; архієпископ Варшавський та Привисленський (1908-1915). Член Державної Ради Російської імперії.

## Життєпис

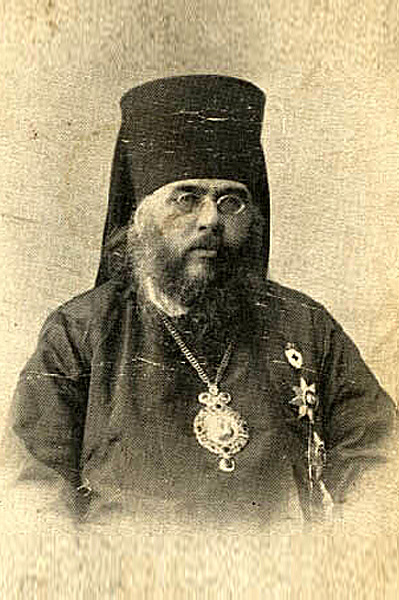
Єпископ Миколай у 1890-ті в США

Народився в Новомиргороді в родині протоієрея. Освіту отримував у Златопільській гімназії, після — в Одеській духовній семінарії.
1875 — закінчив Московську духовну академію зі ступенем кандидата богослів'я. 10 жовтня призначений вчителем Рязанської духовної семінарії.
30 вересня 1883 — виконувач обов'язків інспектора Вологодської духовної семінарії.
8 листопада 1885 — інспектор Могилевської духовної семінарії.
25 вересня 1887 — прийняв чернечий постриг; 27 вересня рукопокладений в ієродиякона; 1 жовтня — в ієромонаха і 16 листопада призначений ректором Могилевської духовної семінарії.
22 листопада 1887 — зведений в сан архімандрита.
30 травня 1889 — ректор Тифліської духовної семінарії. Брав участь у співбесіді з розкольниками. Сприяв заснуванню та розвитку церковно-приходських шкіл на Кавказі.
29 вересня 1891 хіротонізований на єпископа Алеутського та Аляскинського.
1897 разом зі священиком Себастьяном (Дабовичем) відвідав Форт Рос, який вже більш як півстоліття залишили росіяни. З 1897 року — почесний член Казанської духовної академії.
14 вересня 1898 — призначений єпископом Тавричеським та Сімферопольським.
26 березня 1905 — зведений в сан архієпископа і призначений архієпископом Тверським та Кашинським, але через хворобу на катедру не поїхав. 
З 8 квітня 1905 до 1908 був на покої в одному із монастирів Тавричеської єпархії.
15 липня 1906 — був членом Державної ради від чернечого духовенства.
5 квітня 1908 — архієпископ Варшавський та Привисленський.
У 1912 переобраний в члени Державної ради від чернецтва та білого духовенства. Евакуйований з Варшави вглиб Російської імперії під час біженства 1915 року в ході Першої світової війни.
Помер 20 грудня 1915 року в Петрограді.

## Праці
Архієпископ Микола — автор численних опублікованих проповідей і єпископських послань, а також щоденника з подорожі по США та окремих статей на світську тематику.
- Из моего дневника: Вып. 1: Путевые заметки и впечатления во время путешествия по Аляске и Алеутским островам. СПб, 1893. [2],90 с.: ил.
- Из моего дневника: Вып. 2: Впечатления и заметки во время пребывания на Всемирной выставке в г. Чикаго и путешествие по Американским Соединенным Штатам. СПБ., 1894. 96 с.: ил.
- «Тридцать речей и три послания». Нью-Йорк, 1896. [6],144,[1] с.
- Проповеди преосвящ. Николая… . Нью-Йорк, 1897. [2], III,352,III с.
- «Архипастырское послание к Ольдфорджцам». "Приб. к «ЦВ» 1897, № 4, с. 150—153.
- Несколько поучений и речей преосвящ. Николая…, сказанных им во время служения в семинариях Рязанской, Могилевской и Тифлисской. Нью-Йорк, 1898. II,147,II с.
- «Беседы, поучения, слова и речи». Два выпуска. Симферополь, 1902, «Прав. Собес.» 1905, июнь.
- Американские проповеди,: С приложением пяти посланий… . Вып. 3. Симферополь, 1902. [4], III,133,[1] с.
- «Ялтинские беседы 1905—1906 гг. и речи». СПБ, 1907.
- Отзыв проф. А. Бронзова о беседах. "Приб. к «ЦВ» 1908, № 1, с. 43.
- «Ялтинские беседы и речи 1909—1910 гг.». СПБ, 1910.
- «Речь в 48 заседании Гос. Совета по старообрядческому вопросу». СПБ, 1910, «Хр. Чтен.» 1910, октябрь, с. 1283, "Приб. к «ЦВ» 1910, № 27, с. 1121—1126.
- «Император Александр благословенный и его время». СПБ, 1912.
- «К законопроекту о расширении прав женщин». «Голос Церкви» 1912, ноябрь, с. 141—145.
- «Беседа о свободе совести». "Приб. к «ЦВ» 1910, № 42, с. 1765.
- «Речь в Гос. Совете по поводу законопроекта о переходе из одного вероисповедания в другое». "Приб. к «ЦВ» 1911, № 48, с. 2035.
- «К законопроекту 35-ти членов Гос. Совета о сокращении праздников и неприсутственных дней». «Церк. Вед.» 1912, № 1, с. 8, «Голос Церкви» 1912, май-июнь, с. 207—221.
- «Варшавские беседы и речи». Вып. IV. СПБ, 1912. Отзыв см. "Приб. к «ЦВ» 1912, № 10, с. 445.
- «Речь при освящении нового кафедрального собора в г. Варшаве». "Приб. к «ЦВ» 1912, № 21, с. 843.
- «Беседа на день рождения цесаревича Алексия». "Приб. к «ЦВ» 1912, № 31, с. 1237, № 22, с. 895.
- «Речь, сказанная епископу Ново-Георгиевскому Иоасафу при вручении ему жезла в Александро-Невской Лавре». "Приб. к «ЦВ» 1912, № 50, с. 1985—1986.
- «Речь, сказанная в Гос. Совете при обсуждении законопроекта о праздничном отдыхе служащих в торгово-промышленных заведениях 21 ноября 1912 г.». "Приб. к «ЦВ» 1913, № 1, с. 9.
- «Речь к гимназистам и гимназисткам, окончившим курс». "Приб. к «ЦВ» 1913, № 29, с. 1331.
- «Беседа на день Воздвижения Честного и Животворящего Креста». "Приб. к «ЦВ» 1913, № 37, с. 1649.
- «Беседа об обязанностях посещать церковь и богослужения». "Приб. к «ЦВ» 1913, № 48, с. 2217.
- «Речь, произнесенная в заседании Гос. Совета 20 ноября 1913 года». "Приб. к «ЦВ» 1913, № 50, с. 2314.
- «Речь, сказанная в старом соборе пред молебном по случаю объявления войны Германией России». "Приб. к «ЦВ» 1914, № 31, с. 1355.
- «Речь, сказанная перед молебном в новом соборе по случаю нашествия тевтонов». "Приб. к «ЦВ» 1914, № 31, с. 1356.
- «Речь, сказанная в Свято-Троицком соборе по случаю одержанных побед над австрийцами и пруссаками». "Приб. к «ЦВ» 1914, № 40, с. 1707.
- «Речь, сказанная в Свято-Троицком соборе пред благодарственным молебном по случаю побед». "Приб. к «ЦВ» 1914, № 43, с. 1813.
- «Поучение о покаянии». ЖМП 1976, 12, 34-35.